# Morinda jasminoides
Morinda jasminoides är en måreväxtart som beskrevs av Allan Cunningham. Morinda jasminoides ingår i släktet Morinda och familjen måreväxter. Inga underarter finns listade i Catalogue of Life.